# Ryōko Takahashi
Ryōko Takahashi (jap. 高橋 涼子, Takahashi Ryōko; * 29. August 1973 in Mamurogawa, Präfektur Yamagata) ist eine frühere japanische Biathletin. Sie nahm an sechs Biathlon-Weltmeisterschaften und Olympischen Winterspielen teil.
Ryōko Takahashi betrieb zunächst Skilanglauf und wurde noch als Studentin Vizemeisterin. Sie wechselte 1996 zum Biathlonsport. Dazu musste sie wie in Japan üblich zur „Winterkampfausbildungseinheit“ (Tōsenkyō) der Bodenselbstverteidigungsstreitkräfte gehen. Sie lebt in Shinjō und trainierte in Sapporo. Zu Beginn der Saison 1996/97 gab sie in Lillehammer ihr Debüt im Biathlon-Weltcup und wurde 61. des Sprintrennens. Bekannt wurde sie jedoch durch einen spektakulären Sturz in diesem Rennen, der durch die Weltpresse ging. Schon bei ihrem nächsten Einsatz, einem Einzelrennen 1997 in Oberhof, gewann sie als Neuntplatzierte nicht nur erste Punkte, sondern platzierte sich auch erstmals unter den besten Zehn. Erster Höhepunkt der Karriere wurden die Biathlon-Weltmeisterschaften 1997 in Osrblie, bei denen die Japanerin 70. des Einzels, 57. des Sprints, mit Mami Shindō, Hiromi Suga und Kyōko Yamauchi im Staffelrennen sowie mit Shindō, Suga und Sakiko Takefushi im Mannschaftsrennen jeweils 15. Es folgte im heimischen Japan in Nagano die erste Teilnahme an Olympischen Winterspielen. Takahashi erreichte fast sensationell im Einzel den sechsten Platz. Es war zugleich das beste internationale Resultat der Japanerin. Im Sprint wurde er 55. und mit Shindo, Suga und Mie Takeda als Schlussläuferin der Staffel 14.
Takahashis nächstes Großereignis waren die vom Wetter durcheinandergebrachten Biathlon-Weltmeisterschaften 1999 in Kontiolahti, bei denen sie 53. des Sprints und mit Shindo, Suga und Tamami Tanaka Zehnte mit der Staffel wurde. Es folgten 2000 die Welttitelkämpfe am Holmenkollen in Oslo. Takahashi wurde 57. des Einzels, 58. des Sprints und 46. der Verfolgung sowie in der Besetzung des Vorjahres, in der auch die beiden nächsten Staffeln bei Großereignissen bestritten werden sollten, Neunte. Die letzte WM bestritt die Japanerin 2001 in Pokljuka, 70. wurde sie im Einzel, 47. des Sprintrennens, 27. der Verfolgung und Neunte im Staffelwettbewerb. Letztes Großereignis und Karriereabschluss wurden die Olympischen Winterspiele 2002 in Salt Lake City. Bei den Wettkämpfen von Soldier Hollow wurde Takahashi 50. des Einzels, 28. des Sprints, 36. der Verfolgung und 14. mit der Staffel Japans.

## Biathlon-Weltcup-Platzierungen
Die Tabelle zeigt alle Platzierungen (je nach Austragungsjahr einschließlich Olympische Spiele und Weltmeisterschaften).
- 1.–3. Platz: Anzahl der Podiumsplatzierungen
- Top 10: Anzahl der Platzierungen unter den ersten zehn (einschließlich Podium)
- Punkteränge: Anzahl der Platzierungen innerhalb der Punkteränge (einschließlich Podium und Top 10)
- Starts: Anzahl gelaufener Rennen in der jeweiligen Disziplin

| Platzierung | Einzel | Sprint | Verfolgung | Massenstart | Team | Staffel | Gesamt |
| ----------- | ------ | ------ | ---------- | ----------- | ---- | ------- | ------ |
| 1. Platz    |        |        |            |             |      |         |        |
| 2. Platz    |        |        |            |             |      |         |        |
| 3. Platz    | 1      |        |            |             |      |         | 1      |
| Top 10      | 1      | 2      |            |             |      | 16      | 19     |
| Punkteränge | 2      | 10     | 3          | 1           | 2    | 26      | 44     |
| Starts      | 22     | 47     | 23         | 1           | 2    | 27      | 122    |